# Манчестърско литературно и философско дружество
Манчестърското литературно и философско дружество (на английски: Manchester Literary and Philosophical Society) е научно дружество, основано през 1781 г. в Манчестър, Великобритания.
Сред неговите членове са Джон Далтон, Джеймс Джаул, Том Килбърн, Питър Марк Роже, Ърнест Ръдърфорд, Питър Юарт.
Издаваните от дружеството „Мемоари“ са най-старото научно списание в страната след „Философикал Транзакшънс“ на Кралското дружество.